# Osvaldo Díaz
Osvaldo Díaz (n. San Lorenzo, Paraguay; 22 de diciembre de 1981) es un futbolista paraguayo. Juega de centrocampista y su equipo actual es el 12 de Octubre Football Club de la Primera División de Paraguay.

## Selección nacional
Osvaldo Díaz integró las selecciones de las categorías Sub-20 y Sub-23 de Paraguay entre 2001 y 2004, siendo parte del plantel que obtuvo la medalla de plata olímpica (la primera en la historia del país) durante el torneo de fútbol en los Juegos Olímpicos de Atenas 2004.

### Participaciones en Juegos Olímpicos
| Juegos Olímpicos                | Sede   | Resultado        |
| ------------------------------- | ------ | ---------------- |
| Juegos Olímpicos de Atenas 2004 | Grecia | Medalla de Plata |

## Clubes
| Club                        | País                   | Año           |
| --------------------------- | ---------------------- | ------------- |
| Guaraní                     | Paraguay               | 2000-2007     |
| Olimpia                     | Paraguay               | 2007          |
| AC Lugano                   | Suiza                  | 2007-2008     |
| 12 de Octubre               | Paraguay               | 2008          |
| Guaraní                     | Paraguay               | 2009          |
| Sharjah                     | Emiratos Árabes Unidos | 2009          |
| Independiente               | Paraguay               | 2011          |
| Sportivo Luqueño            | Paraguay               | 2011-2012     |
| San Lorenzo                 | Paraguay               | 2013          |
| 12 de Octubre Football Club | Paraguay               | 2014-presente |